# De Mol (televisieprogramma)
De Mol is een Belgisch spelprogramma dat draait om een spel waarbij de kandidaten moeten samenwerken om geld voor een pot te verdienen. Een van hen is de Mol, degene die het spel in het geheim moet proberen te saboteren. De winnaar krijgt de pot.
Sinds 1998 wordt het programma geproduceerd door de productiemaatschappij Woestijnvis, en de eerste drie seizoenen werden tussen 1998 en 2003 uitgezonden door TV1. Sinds seizoen 4 in 2016 wordt het uitgezonden door Play4 (tot 2021 bekend als VIER) en gepresenteerd door Gilles De Coster. 
Het tweede seizoen werd in 2000 bekroond met een Gouden Roos van Montreux, een van de belangrijkste internationale televisieprijzen. Het programma won zowel in 2000 als in 2003 ook Humo's Prijs van de Kijker. Op 28 januari 2023 ontving het een Kastaar voor beste TV programma van het jaar en mediamoment van het jaar.

## Concept
Het programma werd bedacht door Bart De Pauw, Tom Lenaerts, Michiel Devlieger en Michel Vanhove en werd uitgezonden door de VRT. Het concept is aan meer dan vijftig landen verkocht.

## Format
In het programma reist een groep van tien onbekende Vlamingen naar het buitenland om daar opdrachten uit te voeren waarbij ze geld kunnen verdienen. Een van de deelnemers is echter in het geheim aangewezen als saboteur; de Mol. De Mol probeert de opdrachten te saboteren, waardoor er zo min mogelijk geld in de pot komt. Een sabotage wordt ook wel 'Molactie' genoemd.
De Mol wordt op voorhand uitgebreid geïnformeerd over de aankomende proeven, behalve in seizoen 7. Daarin werd de Mol pas de eerste dag op locatie gekozen onder de ogen van de andere deelnemers, direct na de eerste opdracht. De Mol moest hierdoor telkens in het geheim worden gebrieft gedurende het programma. Tijdens seizoen 10 moest ook de nieuwe Mol die gekozen werd in aflevering 4 op locatie worden gebrieft over de opdrachten, aangezien deze nog niet was voorbereid op de sabotage.
Aan het eind van elke aflevering moeten de kandidaten 20 vragen over de Mol beantwoorden, met uitzondering van de finale waarin er 30 vragen beantwoord worden (de finale voor 2016 telde 40 vragen). Degene die het minste aantal goede antwoorden over de Mol gegeven heeft, krijgt een rood scherm en valt af. In het geval van een ex aequo valt de kandidaat af die het langst over de vragenlijst heeft gedaan. De Mol kan niet afvallen, maar kan het spel ook niet winnen.
Een vast onderdeel in De Mol is een familiebezoek. Hierbij krijgen de kandidaten een familielid op bezoek dat eventueel meehelpt met bepaalde opdrachten. In seizoen 11 werd dit echter virtueel gedaan, omdat dit seizoen in Arizona werd opgenomen en de familie hier niet zomaar een dag naar toe kon gaan. De familie hielp de kandidaten daarom op afstand via robotjes. Ook in seizoen 13 hielp de familie de kandidaten op afstand omdat dit seizoen in Thailand werd opgenomen en de familie ook hier niet zomaar een dag naar toe kon gaan. Ze deden dit in Vilvoorde met behulp poppen waarin een luidsprekertje zat, oortjes en een videoverbinding. 
Vanaf er nog maar 3 kandidaten overblijven, wordt de finale gespeeld. De finalist die de finaletest het beste heeft gemaakt, wint het geld in de pot. Deze winnaar wordt vlak na de test bekendgemaakt met behulp van lampen op de tafels van de finalisten; de persoon bij wie de lamp gaat branden, is de winnaar. Wie de Mol was, wordt bekendgemaakt vlak na de bekendmaking van de winnaar.
Na de finale is er nog 1 aflevering, de reünie. Die wordt een week later uitgezonden. In deze reünie wordt bekendgemaakt hoe de Mol de opdrachten heeft gesaboteerd en wie de verdachten waren van de afvallers, alsook een aantal verborgen hints doorheen het programma waarmee je had kunnen weten wie de Mol was.

## Geschiedenis
In Vlaanderen werden er oorspronkelijk twee seizoenen uitgezonden (in 1999 en 2000) op het toenmalige TV1, beide met Michiel Devlieger als presentator. Er zou geen derde seizoen komen, omdat het de gewoonte was van productiemaatschappij Woestijnvis om van elk nieuw programma hooguit twee seizoenen uit te zenden. Het programma was echter zo populair dat voor De Mol een uitzondering gemaakt werd. Zo keken 1,9 miljoen mensen naar de finale-aflevering van de tweede reeks. De Mol kreeg dus een derde seizoen, wederom met Michiel Devlieger als presentator.
In 2013 kwam De Mol weer op tafel om ditmaal uitgezonden te worden op VIER. In maart 2014 maakte voormalig presentator Michiel Devlieger bekend dat de kans dat er een nieuw seizoen van De Mol zou komen klein was.
Daarna maakte men op 22 juni 2015 bekend dat er een nieuw seizoen kwam, waarvoor onbekende mensen zich konden inschrijven. De presentatie kwam in handen van Gilles De Coster. De bedenkers van De Mol waren niet blij met de nieuwe reeks, maar op 23 december 2015 bereikten Woestijnvis en de bedenkers een akkoord rond De Mol.
Het vierde seizoen werd in het voorjaar van 2016 uitgezonden. Sindsdien keert het programma jaarlijks terug. In vergelijking met TV1 werd De Mol bij VIER in 2016 en 2017 op maandag uitgezonden, dit telkens in de periode van februari t/m maart. Sinds 2018 wordt het echter weer op zondag uitgezonden. Sindsdien wordt het jaarlijks uitgezonden in de periode van maart t/m mei. De opnames worden gemaakt in het najaar van het jaar ervoor(in oktober en november).
Sinds 2017 wordt er meer ingezet op interactie met de kijker. Zo ging Gilles Van Bouwel in 2017 live op de Facebookpagina van VIER om over De Mol te praten, met onder anderen de afvaller. In 2018 evolueerde dit in een breed kijkersforum voor de fans uitgezonden onder de naam Café De Mol. Het eerste seizoen in 2018 werd gepresenteerd door Frances Lefebure en Gilles Van Bouwel. Lefebure werd na één seizoen vervangen door Elodie Ouedraogo die het tweede (2019) en derde (2020) seizoen mee presenteerde. In 2021 was er geen Café De Mol door de coronapandemie. Wel was er nog een kickoff-aflevering en werden gedurende het seizoen nog interviews met de afvallers uitgezonden, allen eveneens gepresenteerd door Gilles Van Bouwel. Ook werd er meer ingezet op achter de schermen video's. Om diezelfde reden werd dit seizoen, dat oorspronkelijk in Rusland zou worden opgenomen, verplaatst naar Duitsland. Een vliegreis was door de coronapandemie niet mogelijk. Door in Duitsland op te nemen kon worden volstaan met een autoreis, zodat dit seizoen dan toch door kon gaan. In 2022 keerde Café De Mol terug, dit keer gepresenteerd door Dennis Xhaët. Café De Mol was in 2022 ook een fysiek bestaand café, de Antwerp City Brewery dat buiten de opnames bezoekbaar was. In de jaren tussen 2018 en 2020 werden de opnames altijd gedaan vanuit Vilvoorde. In 2022 waren er ook nog eveneens aparte interviews gedaan met de afvallers onder de naam 'Je was een goede kandidaat'. Sinds 2023 worden de opnames van Café De Mol gehouden vanuit Play Zuid in Antwerpen. In 2025 worden hier ook zgn. "Watchparty's" gehouden, waarbij fans van het programma de afleveringen met z`n allen op groot scherm kunnen zien. Kaarten voor deze "Watchparty's"  zijn te verkrijgen via de site van het programma.
In het tiende seizoen stopte de mol voor het eerst vroegtijdig. De mol had het gevoel zichzelf te hebben verraden omdat hij in zijn slaap had gepraat over een opdracht waarbij geld was verdiend. Hierdoor durfde hij niet meer te slapen en werd een acuut slaaptekort opgebouwd. Als gevolg hiervan ging zijn mentale en fysieke gezondheid achteruit, en was hij niet meer in staat om zijn rol te vervullen en het seizoen af te maken. Hij moest daarom vroegtijdig afhaken en worden vervangen. De vervangende mol werd geselecteerd uit de resterende kandidaten. De nieuwe mol werd gekozen op basis van een gesprek met Gilles, volgens een vergelijkbaar systeem als in seizoen 7 (Vietnam).
Met de terugkeer in 2016 worden er ook evenementen gehouden waarbij de finale live op groot scherm wordt vertoond in de bioscoop in Antwerpen tegelijk met de uitzending op televisie. Dit werd voor het eerst gedaan in 2016. De edities van 2020 en 2021 gingen niet door vanwege de coronapandemie die in 2020 uitbrak. In 2022 werd er tijdens het tiende seizoen voor een andere aanpak gekozen en zorgde het tiende seizoen voor een andere primeur. Zo was de finale een echte live show waarin de drie finalisten nog het allerlaatste spel moesten spelen. Ook de kijkers hadden hier invloed op. De kandidaten zelf moesten de laatste 5 vragen van de finaletest invullen, deze gingen over het laatste spel dat ze moesten spelen. De livefinale vond een half jaar na de reis plaats in Paleis 12 in Brussel. In 2023 werd er teruggekeerd naar een evenement waarbij de finale live op groot scherm wordt vertoond. Hiervoor kunnen gedurende het programma kaarten worden gewonnen via de site van De Mol. Hiervoor kunnen kijkers gedurende de looptijd van het programma wekelijks de test maken via deze site en stemmen op hun Mol. Wie hierbij het vaakst op een van de finalisten stemt en de testen het snelst en beste maakt, wint kaarten voor het evenement. Ook kan met deze wekelijkse testen een reischeque van €3000,- worden gewonnen. Hiervoor dient naast het voornoemde zo vaak mogelijk op de juiste mol te zijn gestemd tijdens de testen.
Eén opdracht werd gedaan in twee seizoenen. Dit was de opdracht met de "Doos van Pandora" uit seizoen 8. Deze werd in dat seizoen niet geopend, waardoor de gevolgen hiervan nooit duidelijk waren geworden. Om dit mysterie te kunnen oplossen besloten de makers van het programma de "Doos van Pandora" in seizoen 12 te laten terugkeren en daarbij de verleiding om deze te openen groter te maken door naast de naam van de Mol ook 8 pasvragen in de doos te doen. Zo hoopten ze dat de doos in dat seizoen wel geopend zou worden en de gevolgen alsnog duidelijk zouden worden. Ze slaagden in deze opzet en de gevolgen waren dat de pot leeg zou lopen en alle kandidaten tegelijk op een knop moesten drukken om dit te stoppen.

## Overzicht van alle seizoenen
| Seizoen (afl.) | Tijdslot | Zender | Bestemming          | Start seizoen   | Start seizoen | Finale (onthulling) | Finale (onthulling) | De Mol                          | Winnaar                 | Gewonnen bedrag | Reünie (laatste afl.) | Gemiddelde kijkcijfers | Presentator       |
| Seizoen (afl.) | Tijdslot | Zender | Bestemming          | Datum           | Kijkcijfers   | Datum               | Kijkcijfers         | De Mol                          | Winnaar                 | Gewonnen bedrag | Reünie (laatste afl.) | Gemiddelde kijkcijfers | Presentator       |
| -------------- | -------- | ------ | ------------------- | --------------- | ------------- | ------------------- | ------------------- | ------------------------------- | ----------------------- | --------------- | --------------------- | ---------------------- | ----------------- |
| 1 (9)          | zo 19:50 | TV1    | Frankrijk           | 6 december 1998 | 999.400       | 24 januari 1999     | 1.562.100           | Magda Ral                       | Hugo De Bie             | Bfr. 1.150.000  | 31 januari 1999       | 1.127.478              | Michiel Devlieger |
| 2 (9)          | zo 20:25 | TV1    | Spanje              | 23 januari 2000 | 1.446.700     | 12 maart 2000       | 1.942.500           | Hugo Daemen                     | Marianne Dupon          | Bfr. 1.145.000  | 19 maart 2000         | 1.557.589              | Michiel Devlieger |
| 3 (9)          | zo 19:45 | TV1    | Italië              | 19 januari 2003 | 1.457.600     | 9 maart 2003        | 1.798.400           | Marc Simons                     | Stijn Vandaele          | € 33.100        | 16 maart 2003         | 1.571.778              | Michiel Devlieger |
| 4 (9)          | ma 20:35 | VIER   | Argentinië          | 1 februari 2016 | 1.177.148     | 21 maart 2016       | 1.275.993           | Gilles Van Bouwel               | Cathy van der Ha        | € 30.790        | 28 maart 2016         | 1.109.297              | Gilles De Coster  |
| 5 (9)          | ma 20:35 | VIER   | Zuid-Afrika         | 6 februari 2017 | 1.170.710     | 27 maart 2017       | 1.243.831           | Eline Michiels                  | Davey Van Rode          | € 27.250        | 3 april 2017          | 1.151.094              | Gilles De Coster  |
| 6 (9)          | zo 20:00 | VIER   | Mexico              | 25 maart 2018   | 1.364.182     | 13 mei 2018         | 1.348.670           | Pieter Delanoy                  | Lloyd Vermeulen         | € 27.665        | 20 mei 2018           | 1.200.334              | Gilles De Coster  |
| 7 (10)         | zo 20:00 | VIER   | Vietnam             | 10 maart 2019   | 1.194.577     | 5 mei 2019          | 1.349.684           | Elisabet Haesevoets             | Axel Pailler            | € 34.050        | 12 mei 2019           | 1.202.721              | Gilles De Coster  |
| 8 (9)          | zo 19:55 | VIER   | Griekenland         | 8 maart 2020    | 1.442.941     | 26 april 2020       | 1.496.409           | Alina Churikova                 | Jolien Derck            | € 22.835        | 3 mei 2020            | 1.448.510              | Gilles De Coster  |
| 9 (9)          | zo 19:55 | Play4  | Duitsland           | 21 maart 2021   | 1.390.775     | 9 mei 2021          | 1.505.589           | Lennart Driesen                 | Annelotte De Brandt     | € 18.240        | 16 mei 2021           | 1.387.293              | Gilles De Coster  |
| 10 (9)         | zo 19:55 | Play4  | Canarische Eilanden | 20 maart 2022   | 1.324.306     | 8 mei 2022          | 1.381.879           | Philippe Minguet Uma Vandemaele | Sven Pede               | € 26.390        | 15 mei 2022           | 1.259.969              | Gilles De Coster  |
| 11 (9)         | zo 20:00 | Play4  | Arizona             | 19 maart 2023   | 1.424.051     | 7 mei 2023          | 1.436.792           | Comfort Achuo                   | Lancelot De Deurwaerder | € 27.320        | 14 mei 2023           | 1.325.732              | Gilles De Coster  |
| 12 (9)         | zo 20:00 | Play4  | Sicilië             | 24 maart 2024   | 1.487.147     | 12 mei 2024         | 1.355.019           | Senne van der Zweep             | Bernard Balcaen         | € 24.160        | 19 mei 2024           | 1.345.190              | Gilles De Coster  |
| 13 (9)         | zo 20:00 | Play4  | Thailand            | 23 maart 2025   | 1.399.570     | 11 mei 2025         | 1.013.527           | Sarah Loos                      | Alexy Kilozo            | € 27.910        | 18 mei 2025           | 1.239.512              | Gilles De Coster  |

1. ↑  Slot in Monaco
2. ↑  Omgerekend is dit ongeveer € 28.508.
3. ↑  Opening in Zwitserland
4. ↑  Omgerekend is dit ongeveer € 28.384.
5. ↑  Opening in België (Deurne)
6. 1 2  Opening in België (Vilvoorde)
7. ↑  Opening in België (Liedekerke)
8. ↑  Oorspronkelijke opnamelocatie was Rusland
9. ↑  Slot live in België (Paleis 12)
10. ↑  Oorspronkelijke mol

## Café De Mol
Café De Mol is een praatprogramma rond het televisieprogramma De Mol, gepresenteerd door Dennis Xhaët. Eerder, tussen 2018 en 2020, presenteerde Gilles Van Bouwel, de Mol van 2016, samen met Elodie Ouédraogo (2019-2020) of Frances Lefebure (2018) het programma. Het programma diende als een breed kijkersforum voor de fans en werd uitgezonden sinds 2018, het zesde seizoen van De Mol. Café De Mol is vergelijkbaar met het Nederlandse Moltalk, dat sinds 2013 dient als kijkersforum voor de Nederlandse versie van De Mol: Wie is de Mol?. Er wordt gezocht naar de Mol tijdens de uitzending met twee centrale gasten. Dit zijn anno 2023 2 bekende Vlamingen uit het panel van BV's. Tot 2020 was het een duo uit een Bekende Vlaming en een ex-deelnemer van De Mol.
Daarnaast is er interactie met de fans via socialmedia, waar mensen kunnen reageren op de gebeurtenissen binnen de uitzending en tips posten om de Mol te kunnen ontmaskeren met de hashtag #DeMol. In 2020 werd die interactie uitgebreid met vragen die aan de kandidaten konden worden gesteld via sociale media en forums.
De eerste uitzending was op 18 maart 2018, een week voor de start van De Mol, en diende als kick-off van het nieuwste seizoen dat later van start ging. Daarin werden de kandidaten voorgesteld van het zesde seizoen. In 2019 ging Café De Mol gelijktijdig met De Mol zelf van start, gezien het programma dit jaar een aflevering meer telde omdat de eerste dag zonder Mol gespeeld werd (de Mol werd in dit seizoen pas in de eerste aflevering op locatie gekozen). In 2020 was er weer een kick-off aflevering waarin de kandidaten werden voorgesteld op 1 maart 2020, een week voor de start van het achtste seizoen. Voor het negende seizoen (2021) werd het format stopgezet vanwege de coronapandemie. Wel was er een kickoff-aflevering met Gilles De Coster en de drie finalisten van de editie daarvoor, en werden gedurende het seizoen nog interviews met de afvallers uitgezonden, allen eveneens gepresenteerd door Gilles Van Bouwel. Voor het tiende seizoen (2022) keerde Café De Mol terug, dit keer met Dennis Xhaët als presentator. Wel bleek Gilles Van Bouwel ook nog aparte interviews met de afvallers doen onder de naam 'Je was een goede kandidaat'. Ook voor het elfde seizoen (2023) en twaalfde seizoen (2024) presenteerde Dennis Xhaët Café de Mol.

### De MolFacebook Live (2017)
Voor het vijfde seizoen bestond al iets gelijkaardigs. Toen ging Gilles Van Bouwel live op de Facebookpagina van VIER. Hij bekeek samen met twee bekende Vlamingen de uitzending van De Mol om er dan tijdens drie momenten live op Facebook over te gaan: tijdens de twee reclameblokken en na de uitzending. In de eerste twee delen werd er vooral besproken wat er was gebeurd en mensen konden in de vorm van emoji's op Facebook een mening geven op stellingen die werden gegeven. Tijdens het laatste blok kwam de kandidaat die was afgevallen voor een kort interview en konden de mensen vragen stellen. De eerste twee blokken duurden meestal rond de 5 minuten, het laatste blok na de uitzending maximaal 10 minuten. Enkel tijdens de finale-uitzending (aflevering 8) werd er afgeweken van de formule voor drie keer live te gaan op een dag; toen was er een voorbeschouwing voor de uitzending van ongeveer 20 minuten en werd er vijftal minuten live gegaan na de ontknoping.

### Café De Mol, seizoen 3 (2020)
De eerste 2 afleveringen van het derde seizoen verliepen in een normale situatie. Maar door de coronapandemie zag het programma er vanaf aflevering 3 van 2020, zondag 15 maart, anders uit. Er was geen publiek aanwezig, er was geen interactie meer met de fans via sociale media en er werd met de gasten en afgevallen kandidaat gepraat via het internet. Buiten de eerste twee afleveringen die normaal werden uitgezonden waren er twee uitzonderingen. In aflevering 3 waren er nog wel gasten en een afgevallen kandidaat aanwezig. In aflevering 9, de dag van de finale, waren de finalisten aanwezig in de uitzending, maar werd er met twee oud-kandidaten gecommuniceerd via het internet.

## De Mol in het buitenland

### Nederland
In Nederland wordt het televisieconcept sinds 1999, met uitzondering van 2004, jaarlijks uitgezonden onder de naam Wie is de Mol? door AVROTROS (voor 2015 bekend als AVRO) met als producent IDTV. In 2022 werd de Nederlandse mol voor het eerste uitgezonden op de Belgische televisie via Play5 onder de naam De Mol NL. Daarnaast wordt sinds 2022 de Belgische versie in Nederland online uitgezonden door de NPO via NPO Start. Wel blijft het programma voor het Nederlandse publiek te bekijken via het on-demandplatform GoPlay. Ook Café de Mol is via voornoemde platformen in Nederland te zien.

### Andere landen
De Mol is wereldwijd voor ongeveer dertig landen geproduceerd.
In 2019 werd van de Belgische, Finse, Nederlandse en Poolse versie een nieuw seizoen uitgezonden. Enkel in de Vlaamse en Finse versies zijn de deelnemers geen bekende figuren.
De Amerikaanse variant op het programma, The Mole, telt vijf seizoenen, waarvan drie seizoenen met onbekende en twee seizoenen met bekende Amerikanen zijn gemaakt, met als filmlocaties onder andere Hawaï.
In 2022 bracht Netflix een eigen versie uit onder de naam The Mole. De eerste aflevering kwam op 7 oktober 2022 op de streamingdienst.

## Statistieken
- De meest succesvolle mol was opvoeder Lennart Driesen (seizoen 9, 2021), hij kwam pas tijdens de finale voor het eerst in het vizier bij zijn mede-kandidaten, en heeft ook voor de laagste groepspot tot nu toe gezorgd.
- De oudste mol was Hugo Daemen die 67 jaar was tijdens de opnames (seizoen 2, 2000).
- De jongste mol was Alina Churikova die 20 jaar was tijdens de opnames (seizoen 8, 2020).
- De oudste winnaar was Hugo De Bie die 43 jaar was tijdens de opnames (seizoen 1, 1998/1999).
- De jongste winnaar was Lloyd Vermeulen die 21 jaar was tijdens de opnames (seizoen 6, 2018).
- De oudste kandidaat was Hugo Daemen die 67 jaar was tijdens de opnames (seizoen 2, 2000).
- De jongste kandidaat was Noah Vlieghe die 18 jaar was tijdens de opnames (seizoen 9, 2021).